# Алея бука європейського (пам'ятка природи)
Але́я бу́ка європе́йського — ботанічна пам'ятка природи місцевого значення в Україні. Об'єкт природно-заповідного фонду Хмельницької області. 
Розташована в межах Старокостянтинівського району Хмельницької області, на північ від села Малий Чернятин. 
Площа 0,8 га. Статус присвоєно згідно з рішенням облвиконкому від 4.09.1982 року № 278. Перебуває у віданні ДП «Старокостянтинівський лісгосп» (Антонінське л-во, кв. 58). 
Статус присвоєно для збереження алеї бука європейського віком понад 200 років.